# Neoseiulus kamalensis
Neoseiulus kamalensis är en spindeldjursart som beskrevs av Bashir, Afzal och Ahmad 2006. Neoseiulus kamalensis ingår i släktet Neoseiulus och familjen Phytoseiidae. Inga underarter finns listade i Catalogue of Life.